# 東京砂漠 (曲)
「東京砂漠」（とうきょうさばく）は、1976年5月10日にRVC（現：ソニー・ミュージックレーベルズ）から発売された内山田洋とクール・ファイブの28枚目のシングル。

## 制作
本曲は内山田洋がグループの記念アルバム制作のためにまずメロディを先に作り、吉田旺に「東京」というテーマで詞の当て込みを依頼したものだった。与えられたテーマに一か月以上悩んだ吉田だったが、ふと北九州の中学で同級生だったマドンナと若いころ新宿で再会した出来事を思い出した。画家を目指し上京したものの夢破れ不本意ながらデザイナーの道に進んだ吉田は、あるとき歌舞伎町で一杯ひっかけてモダンジャズ喫茶の前でタクシーを待っていた。そしてかつて親しくしていたマドンナと偶然鉢合わせるのだが、美人で利発だったかつての初々しい面影は失せ、こちらを避けるような眼差しを向けながら黙って雑踏へ消えていった彼女の姿に吉田はひどく心を痛め、「ああ、きっと苦労しているのだろうな」「あの子に恋人がそばにいたら、幸せになれるだろうに」といたたまれない気持ちになったのだった。吉田は彼女の境遇を自分の境遇に重ね合わせ、都会での生きづらさ、人を変えてしまう都会の非情さを詞に込め、1964年の東京大渇水の際に生まれた「東京砂漠」という言葉にタイトルを託した。
「あなた（恋人）がいれば…」と何度も繰り返されるフレーズを、前川清はその粘りのある歌声で切々と歌い上げた。

## 評価
ムード歌謡が1950年代後半に生まれて以降、そこで歌われる「東京」はもっぱら男女が華やかで切ない恋模様を繰り広げる日本きっての繁華街というイメージが強かったが、1970年代に入り公害や人口過密などの都市問題が顕在化し、ニクソン・ショックやオイルショックによる経済の停滞が起こると、ムード歌謡が演じられるキャバレーやナイトクラブの活気は次第に失われ、ムード歌謡自体も衰退に向かった。一方、1969年に藤圭子がデビューしてその“怨歌”で一世を風靡したように、歌謡界にも暗い曲調の歌が受け入れられる素地が出来、そうした中で歌われる「東京」像も“華やかな街”から“冷たい街”へと変容していった。そしてそれを決定づけたのが本曲だった。
東京を砂漠になぞらえるというレトリックは、いしだあゆみの「砂漠のような東京で」（1971年）で既に見られるものの、本曲のヒットにより広まった「東京砂漠」というフレーズのインパクトは強烈なもので、その後も黒沢年男・叶和貴子の「東京砂漠のかたすみで」（1984年）や、水田かおりの「東京砂漠に咲いた花」（2011年）といった演歌などで度々援用された。また後年のJ-POPでよく見られる「冷たい街でも、あなたが居れば生きていける」というモチーフも、元は本曲で広く認知されたといえる。
本曲は第27回NHK紅白歌合戦（1976年）での歌唱曲に選ばれ、のち前川がソロで第50回（1999年）と第54回（2003年）に歌い、さらに内山田が他界した翌々年の第59回（2008年）では前川清とクールファイブという形で歌われた。
本曲は1980年代後半から90年代前半にかけて、夜のビルの屋上でバスケットボールに興じるタキシード姿の男たちを映したダイア建設のCMソングとして頻繁にテレビで放映され、同社の認知度向上に貢献した。1994年当時、ダイア建設の副社長（当時）の武岡敏明は、本曲について尋ねられた際に「この曲はわが社の″社歌″です。歌えて当たり前なんですよ（笑）」〔ママ〕と発言している。
2013年にはカルピスの″カルピスオアシス″のCMソングにもなり、昼下がりのオフィスビルの屋上でラクダがカルピスオアシスを飲んで一服するというシーンに、やはり前川による歌声が重ねられた。

## 収録曲
1. 東京砂漠
作詞：吉田旺／作曲：内山田洋／編曲：森岡賢一郎
2. 十和田慕情
作詞：川口文／作曲：岩城茂美／編曲：あかのたちお

## カバー
- 中森明菜 - 『歌姫3 〜終幕』（2003年）
- 桑田佳祐 - 『THE ROOTS 〜偉大なる歌謡曲に感謝〜』（2016年）